# Dorfkirche Massow

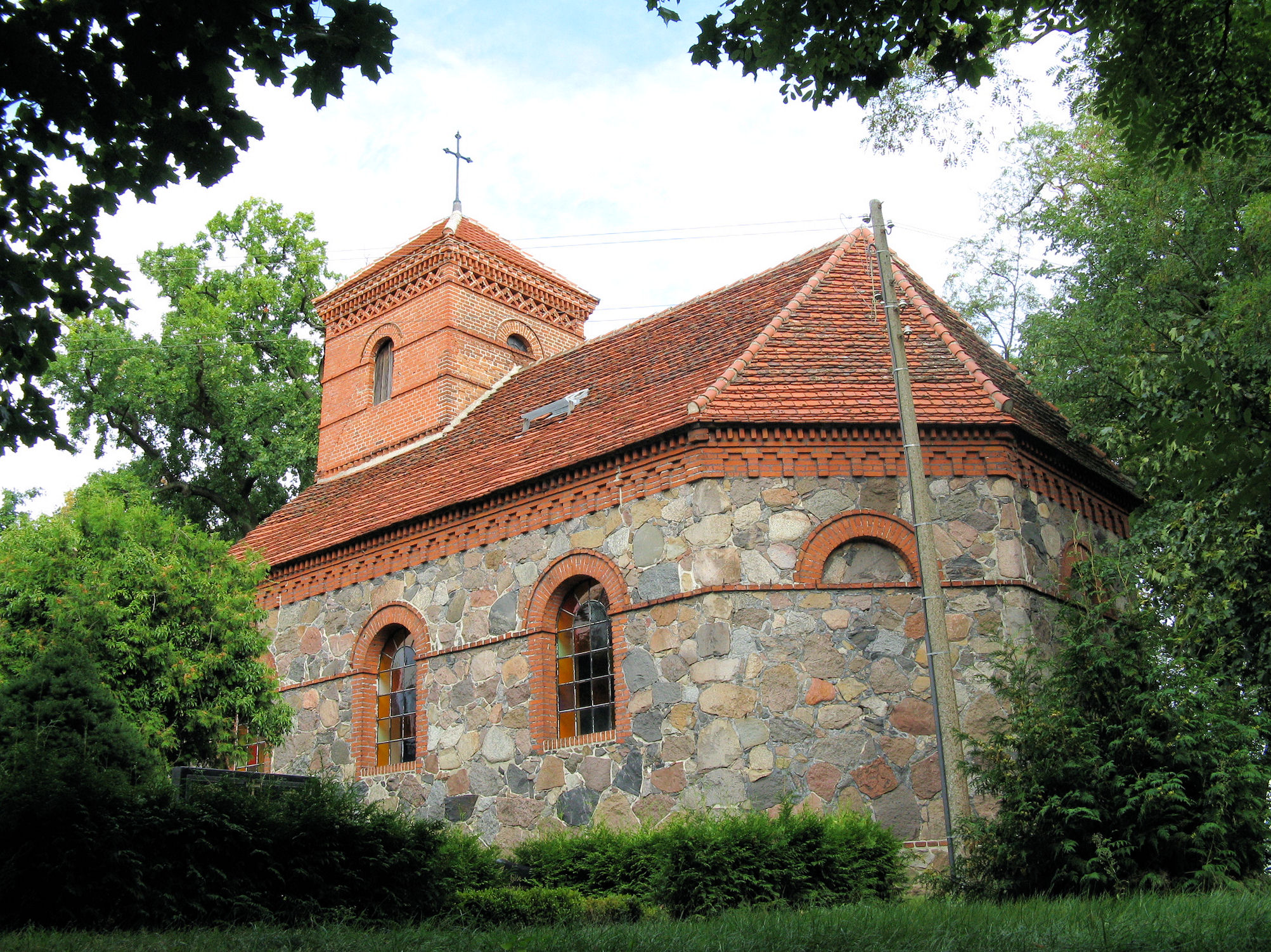
Dorfkirche in Massow

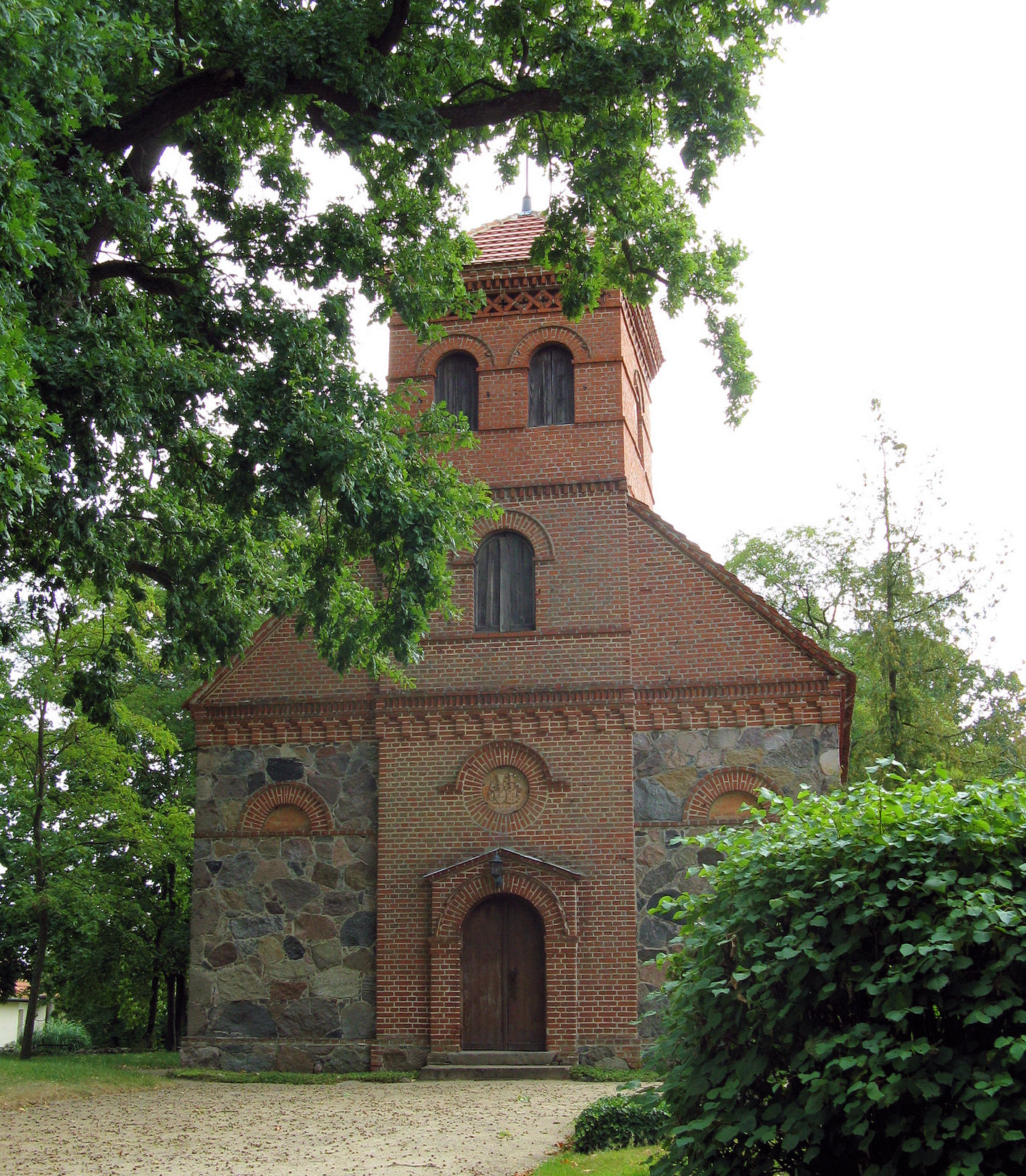
Vorderansicht

Die Dorfkirche ist ein denkmalgeschütztes Kirchengebäude in Massow, einem Ortsteil der Gemeinde Eldetal im Landkreis Mecklenburgische Seenplatte (Mecklenburg-Vorpommern). Sie gehört mit weiteren vier Kirchen zur Kirchgemeinde Massow in der Propstei Neustrelitz des Evangelisch-Lutherischen Kirchenkreises Mecklenburg der Evangelisch-Lutherischen Kirche in Norddeutschland.

## Geschichte und Architektur
Das Gebäude wurde 1842 im neuromanischen Stil aus Feld- und Backsteinen errichtet. Die Wände sind durch rundbogige mit Backstein eingefasste Fenster mit farbiger Bleiverglasung und einen umlaufenden Zahnfries in Höhe der Traufe gegliedert. Das Bauwerk bildet ein polygonal geschlossenes Rechteck, der quadratische Turmaufsatz wurde in Backstein gemauert. Er ist durch Schallöffnungen gegliedert, sein Pyramidendach ist mit einem Kreuz bekrönt.

## Ausstattung
- Die Taufe aus Sandstein ist eine Arbeit aus dem 16. Jahrhundert. Das achtseitige Becken ist mit neutestamentlichen Reliefszenen geschmückt. Es zeigt Bildnisse Martin Luthers und Philipp Melanchthons und zwei Wappen derer von Grambow-Priegnitz und von der Lühe.
- Die Orgel mit vier Registern auf einem Manual und ohne Pedal wurde 1893 von Friedrich Hermann Lütkemüller gebaut.
- Die geschnitzten Figuren aus der zweiten Hälfte des 16. Jahrhunderts stellen die Madonna, den Christophorus und drei männliche Heilige dar.
- Die Kanzel und der Altar sind zu einem Körper vereinigt.
- Die Leuchter sind von 1596 und 1843
- Die Glocke wurde 1722 von Christian Heinze aus Berlin gegossen. Sie trägt sowohl das Lückensche als auch das Flotowsche Wappen.

## Friedhof
Der Kirchhof ist von einer Feldsteintrockenmauer umrandet. Auf ihm sind unter anderem 24 Grabplatten derer von Lücken zu finden.